# Estación de Liberté
Liberté (en español: Libertad) es una estación del metro de París situada en la comuna de Charenton-le-Pont, al sur de la capital. Pertenece a la línea 8. 

## Historia
Fue inaugurada el 5 de octubre de 1942 con la llegada a Charenton-le-Pont de la línea 8. 
Debe su nombre a la cercana avenida de la Liberté.
En 2004 la RATP organizó una campaña llamada "Libertad de expresión" en la que permitió a los usuarios utilizar algunos paneles publicitarios para escribir en ellos lo que desearan. 

## Descripción
Se compone de dos andenes laterales y de dos vías.
En bóveda elíptica, se vio afectada por el estilo Mouton y, de momento, aún lo conserva. Carece por lo tanto de azulejos blancos ya que estos son sustituidos por azulejos de color naranja de varios tonos que sólo ocupan la parte más baja de la bóveda junto a los andenes. 